# ロット県の郡
ロット県の郡では、フランスのロット県にある郡について解説する。

## 郡の一覧
ロット県には、3つの郡が存在し、3郡の合計で、31の小郡、340のコミューンがある。
- カオール郡（県庁所在地：カオール）

13の小郡、135のコミューンがある。郡の人口は、1990年には67,186人、1999年には69,887人で、4.02％増加している。
- フィジャック郡（郡庁所在地：フィジャック）

9の小郡、120のコミューンがある。郡の人口は、1990年には50,577人、1999年には50,095人で、0.95％減少している。
- グルドン郡（郡庁所在地：グルドン）

9の小郡、85のコミューンがある。郡の人口は、1990年には38,053人、1999年には40,215人で、5.68％増加している。